# Майроніс
Майроніс (лит. Maironis — псевдонім, справжнє ім'я — Йонас Мачюліс (лит. Maciulevičius);* 21 жовтня 2 листопада 1862, Пасандравіс, Шилувська волость Расейняйський  повіт, Російська імперія — † 28 червня 1932, м. Каунас, Литовська республіка) — литовський поет, драматург, лібретист, публіцист, критик, педагог, теолог, діяч литовського національного відродження, видатний представник литовського романтизму

## Біографія
Народився в заможній селянській сім'ї (батьки були орендарями маєтку).
Виховувався в дворянському середовищі в дусі старих дворянських традицій і переказів про колишню могутність литовського дворянства.
Початкову освіту і володіння польською мовою здобув удома.
В 1873-1883 роках навчався в Каунаській (за часів Російської імперії — Ковенській) гімназії.
В 1883-1884 роках навчався на історико-філологічному факультеті в Київському університеті Святого Володимира.

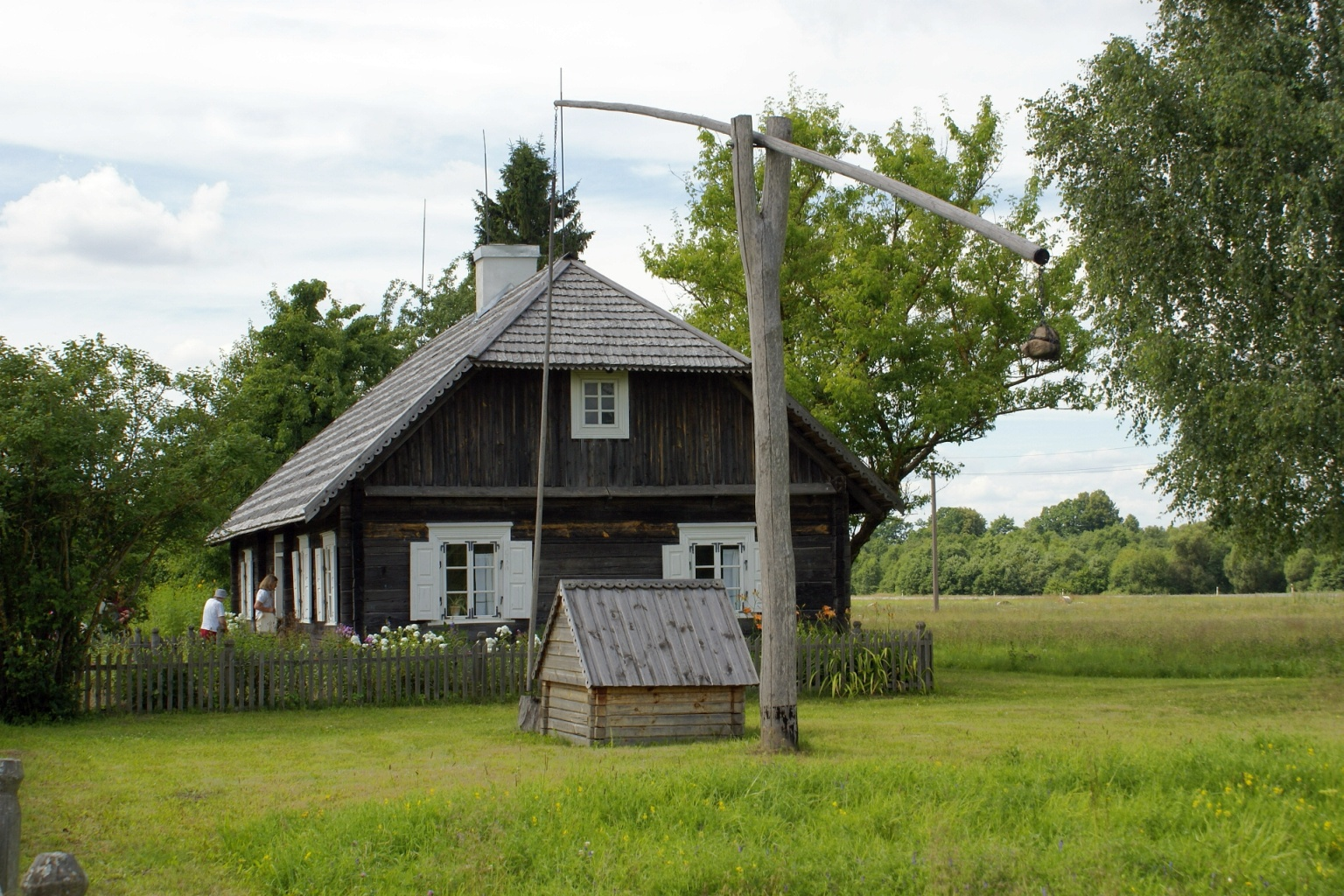
Будинок, де народився Майроніс

У 1884 році, за бажанням батьків, залишив Київський університет і вступив в Ковенську духовну семінарію. По її закінченні з 1888 по 1892 рік продовжив навчання в петербурзькій Духовній академії.
В 1892-1894 і 1909-1932 роках викладав в Ковенській духовній семінарії, в 1909-1932 роках її ректор.
В 1894-1909 роках професор Петербурзької духовної академії (з 1903 року доктор богослов'я).
В 1922-1932 роках завідувач кафедрою моральної теології Литовського університету в Каунасі (з 1930 року Університет Вітаутаса Великого, з 1950 — припинив існування як університет). У 1923-1924 роках Майроніс викладав у цьому університеті литовську літературу.
У 1931 році Папа Римський надав Майронісу титул Апостольського протонатора.

## Творча діяльність
Основні теми творів Майроніса: національно-визвольна ідея, любов до рідної природи, рідної мови, філософська та інтимна лірика, сатиричні вірші. Багато його віршів стали популярними піснями.
Писати вірші почав з шостого класу польською мовою.
На його творчість впливали твори польських і російських поетів, а також викладача Ковенської духовної семінарії А. Баранаускаса.
У 1885 році під псевдонімом Zvalionis опубліковано перший вірш «Литовський раб» в газеті «Аушра».
У 1891 році вийшла перша книга «Історія Литви, або розповіді про литовське минуле» під псевдонімом Stanislovas Zanavykas.
Псевдонімом Maironis почав користуватися під час навчання в петербурзькій Духовної академії.
У 1895 році вийшла етапна для литовської літератури та громадських умонастроїв збірка поезії Майроніса «Весняні голоси» («Pavasario balsai»).
Автор пісень, балад («Чічінскас», 1919; «Юрате и Кастітіс», 1920), лібрето для опер («Весілля нещасної Дангуте», 1927; опубліковано в 1930 году), віршованих драм на теми історії.

## Твори
Поезія:
Вірші
- Збірник «Весняні голоси» (1895);

Поеми:
- «Литва» (1888, неопублікована);
- «Крізь муки до честі» (1895);
- «З гори Біруте»;
- «Молода Литва»;
- «Магда з Расейняй» (1909);
- «Наші біди» (1920).

Лібретто:
- «У чому порятунок» (1895);

Меморіальна дошка, присвячена Йонасу Мачюлісу (Майронісу). Відкрита у Києві 13.11.2012 на бульварі Тараса Шевченка, 14; бронза, граніт; барельєф; скульптор — Ляонас Пиворюнас

- «Весілля нещасної Дангуте» (1930).

Історична драматична трилогія:
- «Смерть Кейстута» (1921);
- «Вітовт у хрестоносців» (1925);
- «Великий Вітовт — король» (1930)

Історико-літературні та критичні праці:
- «Короткий огляд литовської писемності» (1906);
- «Коротка історія всесвітньої літератури» (1926)
- «Історія Литви, або розповіді про литовське минулому» (1891)

Публіцистичні статті, теологічні праці.
Переклади поезії:
А. Міцкевича, А. Мюссе, Сюллі-Прюдома, гімнів із збірника «Рігведи».

## Вшанування
- Іменем Майроніса названі вулиці в Вільнюсі, Каунасі та інших містах Литви;
- Іменем Майроніса названі морські судна;
- Портрет Майроніса прикрашає купюра литовської валюти;
- На вшанування Майроніса надруковані поштові марки;
- Його могила на південній стіні собору Каунаса[6] є національним меморіалом;
- В Каунасі функціонує «Музей литовської літератури імені Майроніса»;
- У Литві встановлено декілька пам'ятників, присвячених Майронісу;
- Садиба, де народився Майроніс, є заповідником і відкрита для екскурсій;
- У Києві встановлено, присвячену Майронісу, меморіальну дошку на корпусі Київського університету імені Тараса Шевченка, де він деякий час навчався;
- Громадські організації Литви й України створюють документальний 25-хвилинний фільм: «Київські адреси Майроніса — вільнюські адреси Кобзаря».

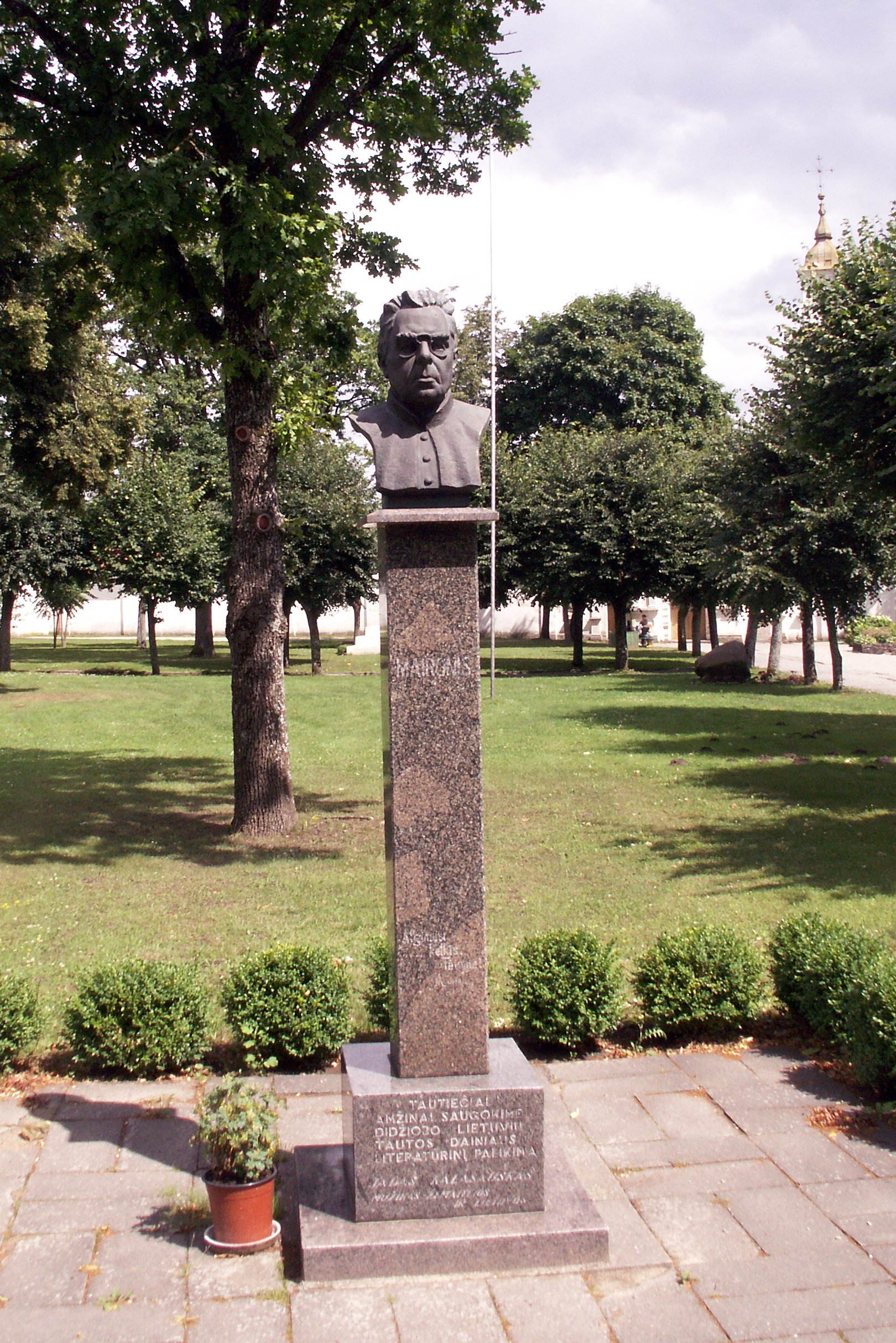
Пам'ятник Майронісу у Тітувенаї
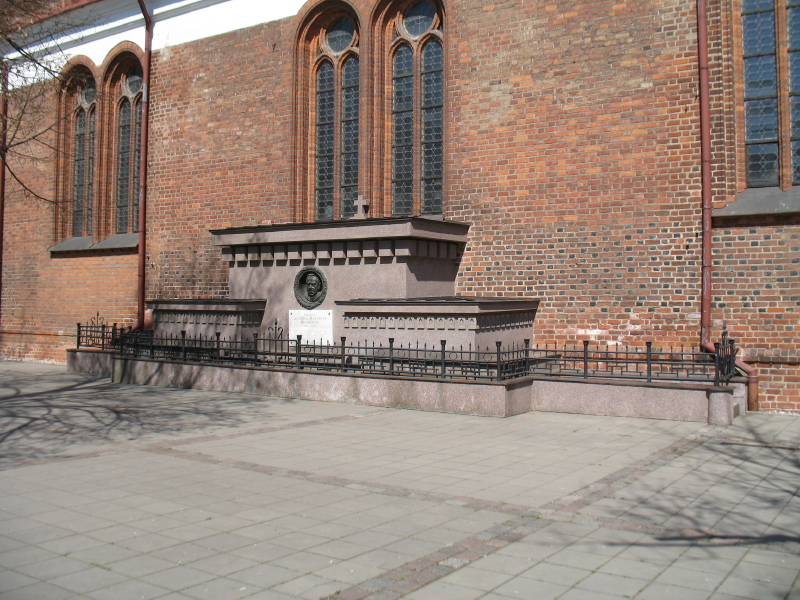
Мавзолей Майроніса на південній стіні Кафедрального собору Петра і Павла у Каунасі
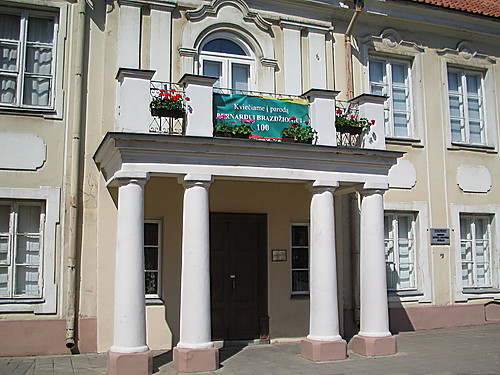
Музей литовської літератури імені МайронісаMargiris курган в Пуніа, Литви
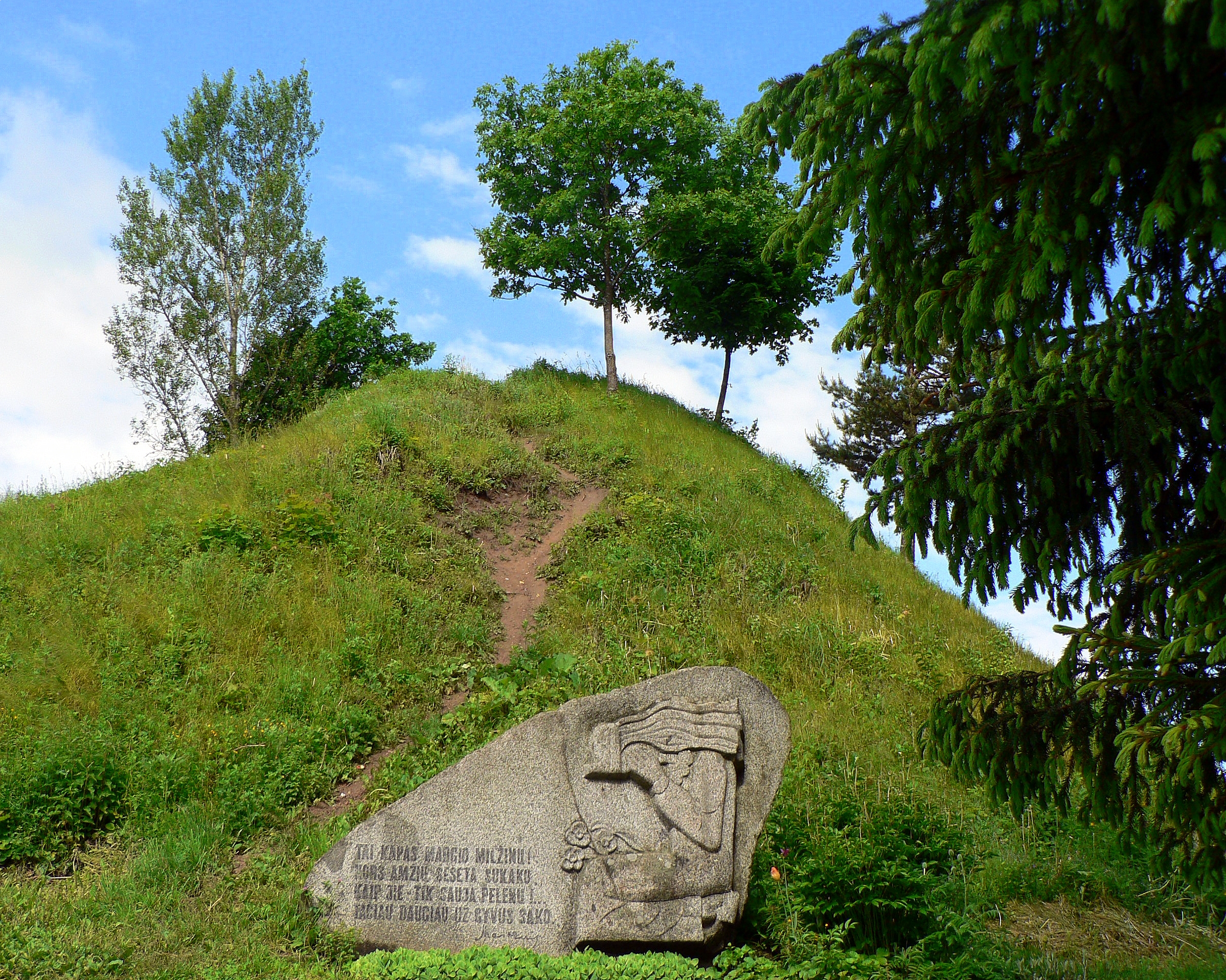
Напис — уривок з "Пуніа на пагорбі" вірша Майроніса :Хоча пройшло шість віків, як і вони - тільки жменька попелу ... Але сказати, більш живих